# 天主教蘇比亞科自治會院區
天主教蘇比亞科自治會院區是天主教會在義大利一個自治會院區，直屬聖座。此自治會院區是天主教會現存的十一個自治會院區之一。自治會院區始於6世紀，是聖本篤在蘇比亞科建立的十多家隱修院之一。自治會院區於1070年成立。
從2002年7月16日起，自治會院區只管轄隱修院。自治會院區於2004年時有三十八名教友、一個堂區（即聖思嘉隱修院）和十六名司鐸。現任院長是毛祿·梅奇。